# Elección de alcalde de Rancagua de 2012
Las Elecciones municipales en Rancagua de 2012 tuvieron lugar el domingo 28 de octubre de dicho año.

## Padrón electoral
Gracias a la iniciativa del gobierno de Sebastián Piñera, se pudo destrabar del Congreso la discusión sobre el voto voluntario y fue aprobado previo a estas elecciones municipales del 2012.
Así, estos comicios fueron los primeras en los cuales se llevó a cabo el nuevo sistema de inscripción automática y voto voluntario. Todos los mayores de 18 años se encontraban inscritos en el padrón electoral, el que creció de 105.987 (2011) a 177.818 (2012), a raíz de la incorporación automática de jóvenes no inscritos.
Sin embargo, los porcentajes de participación cayeron abruptamente. Si bien en cantidad de personas la variación fue menos considerable: en 2008 votaron 93.997 y en 2012 fueron 71.918 personas las que asistieron a las urnas. Desde el punto de vista porcentual la caída marcó un 48,32%, considerando el aumento del padrón electoral.

## Candidaturas
En estas elecciones se enfrentaron cuatro candidaturas a alcaldes, de las coaliciones tradicionales: Concertación Democrática y Alianza por Chile, la candidatura del nuevo Partido Progresista, liderado a nivel nacional por Marco Enríquez-Ominami quien logró un 20% de los votos en las presidenciales de 2009 y la candidatura del Partido Humanista, a través de un nuevo pacto político "Más Human@s".

### Coalición
En un controvertido acto fuera del edificio municipal, el entonces edil de Rancagua, Eduardo Soto Romero proclama su decisión de ir a la reelección por la alcaldía de la capital regional, representando a la Coalición. RN y la UDI, confirmarían días después su decisión de apoyar dicha decisión y enfrentar las elecciones municipales.

### Concertación Democrática
El exalcalde, Carlos Arellano Baeza logró imponerse en una elección primaria para ocupar nuevamente el cupo como candidato a la alcaldía por Rancagua, en representación de la ahora opositora Concertación Democrática.
En las elecciones primarias abiertas y vinculantes se presentaron tres candidaturas más: Edison Ortíz (concejal PS), Raúl Guíñez (PPD) y Claudio Sule (exconcejal PRSD, ahora independiente).
|  | 45,81 % |

|  | 16,70 % |

|  | 24,28 % |

|  | 13,21 % |

### El Cambio por Ti
Tras el buen resultado obtenido por el candidato independiente díscolo del PS, Marco Enríquez-Ominami, en las elecciones presidenciales de 2009 (20%), las fuerzas que lo apoyaron deciden forjar un partido diferente, el Partido Progresista (PRO), el que generó un pacto con el Partido Ecologista Verde y presentaron candidatos a alcaldes y concejales en estas elecciones municipales.
Así el PRO proclama la candidatura del abogado David Llancao Silva, con 28 años de edad, intenta representar un rostro nuevo en la vida política de Rancagua.

### Más Human@s
La colectividad de Alejandro Navarro Brain, el MAS, generó un pacto electoral con el Partido Humanista en estas elecciones municipales. Así, los humanistas inscriben al cuarto postulante al sillón edilicio de Rancagua, Ricardo Lisboa Henríquez, quien hasta ese momento se desempañaba como vicepresidente nacional de su colectividad.

## Controversias de la campaña
Esta campaña electoral se vio envuelta en una serie de acusaciones y denuncias en la Contraloría General de la República de parte del candidato opositor, Carlos Arellano Baeza, contra el alcalde en ejercicio Eduardo Soto Romero.
La primera de las demandas opositoras fue que Eduardo Soto utilizara personal y equipos de amplificación de la Municipalidad de Rancagua para montar escenario y dirigirse a los rancagüinos agolpados en la Plaza de Los Héroes, a lo cual la Contraloría determinó la irregularidad.
La entidad fiscalizadora regional debió estudiar también la denuncia de cohecho, cuando el alcalde en ejercicio entregaba tarjetas de regalo, por un valor de $ 12.000 el cual era entregado supuestamente en actos de campaña y las cuales habrían sido adquiridas a la cadena Cencosud a través de una licitación municipal.
Además, su gestión respecto a la educación municipal y la reconstrucción de los liceos emblemáticos Liceo Óscar Castro Zúñiga y Liceo María Luisa Bombal, le jugaron en contra al alcalde Eduardo Soto, sobre todo tras un año convulsionado por las movilizaciones sociales en torno al tema educacional.

## Resultados
De acuerdo con el orden de la papeleta electoral:
|  | 3,76 % |

|  | 23,95 % |

|  | 2,31 % |

|  | 69,96 % |